# Реабілітаційний центр Сенапура
Реабілітаційний центр Сенапура — це реабілітаційний центр, розташований у підрозділі окружного секретаріату Веліканда в окрузі Полоннарува в Північно-Центральній провінції Шрі-Ланки. Цей реабілітаційний центр використовується для лікування наркозалежних та хворих на COVID-19 разом із лікувально-реабілітаційним центром Кандакаду. Реабілітаційний центр також використовувався як майстерня для надання консультацій колишнім членам ТВТІ, та підвищення обізнаності щодо збереження навколишнього середовища міністерством навколишнього середовища Шрі-Ланки.
У березні 2020 року реабілітаційний центр був запропонований урядом Шрі-Ланки як один із основних карантинних центрів для проведення ПЛР-тестів для пасажирів і туристів із зарубіжних країн під час пандемії COVID-19. Уряд Шрі-Ланки запровадив обов'язкові вказівки для іноземних пасажирів пройти 14-денну обов'язкову самоізоляцію в центрі.